# Gisant de Guillaume de Goudelin et Marie de Portztrévenon

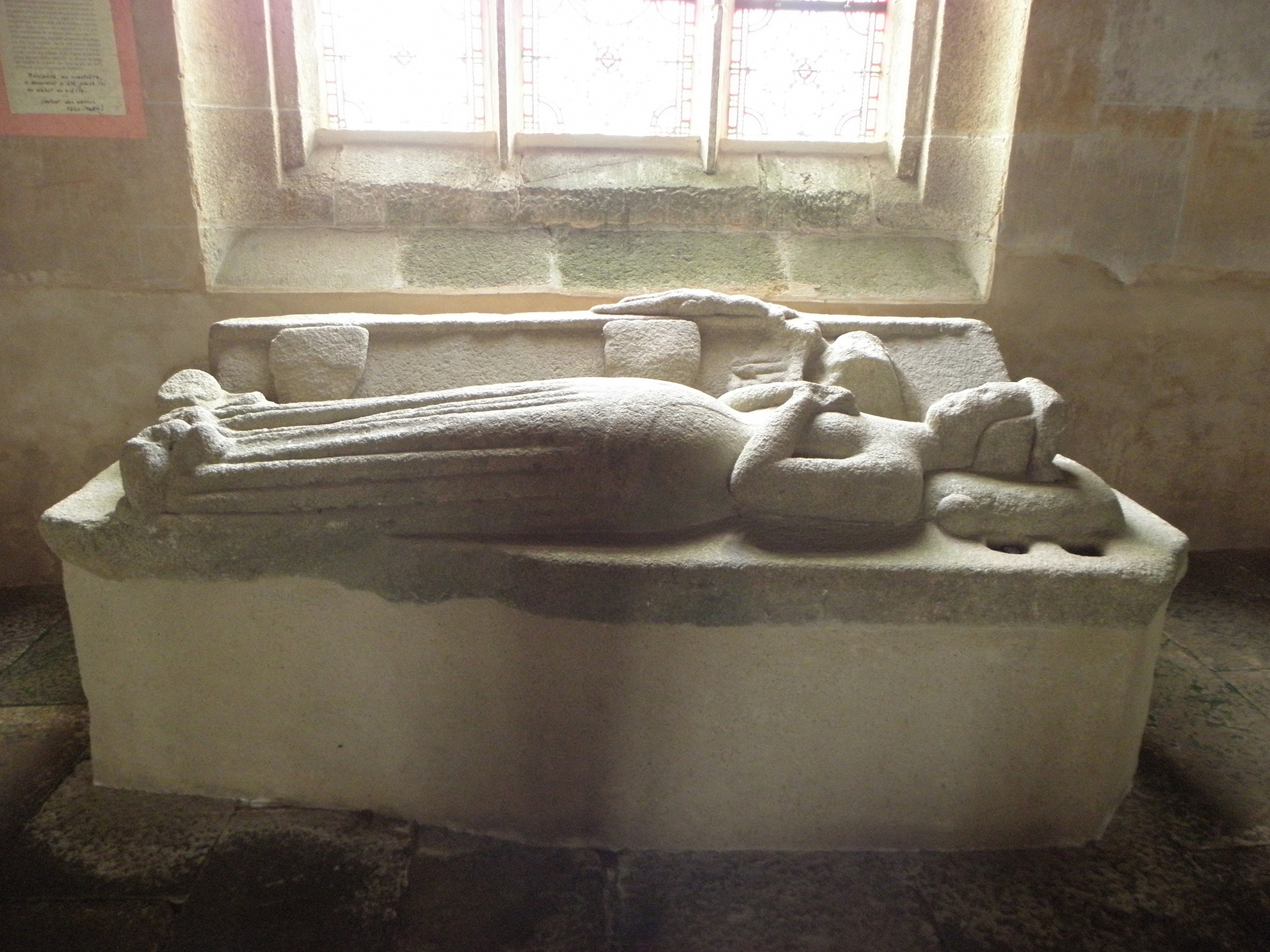
Gisant de Guillaume de Goudelin et Marie de Portztrévenon à Goudelin

Le gisant de Guillaume de Goudelin et Marie de Portztrévenon dans la chapelle Notre-Dame de l'Isle à Goudelin, une commune dans le département des Côtes-d'Armor dans la région Bretagne en France, est un gisant du XVe siècle. Il a été classé monument historique au titre d'objet le 11 avril 1911.

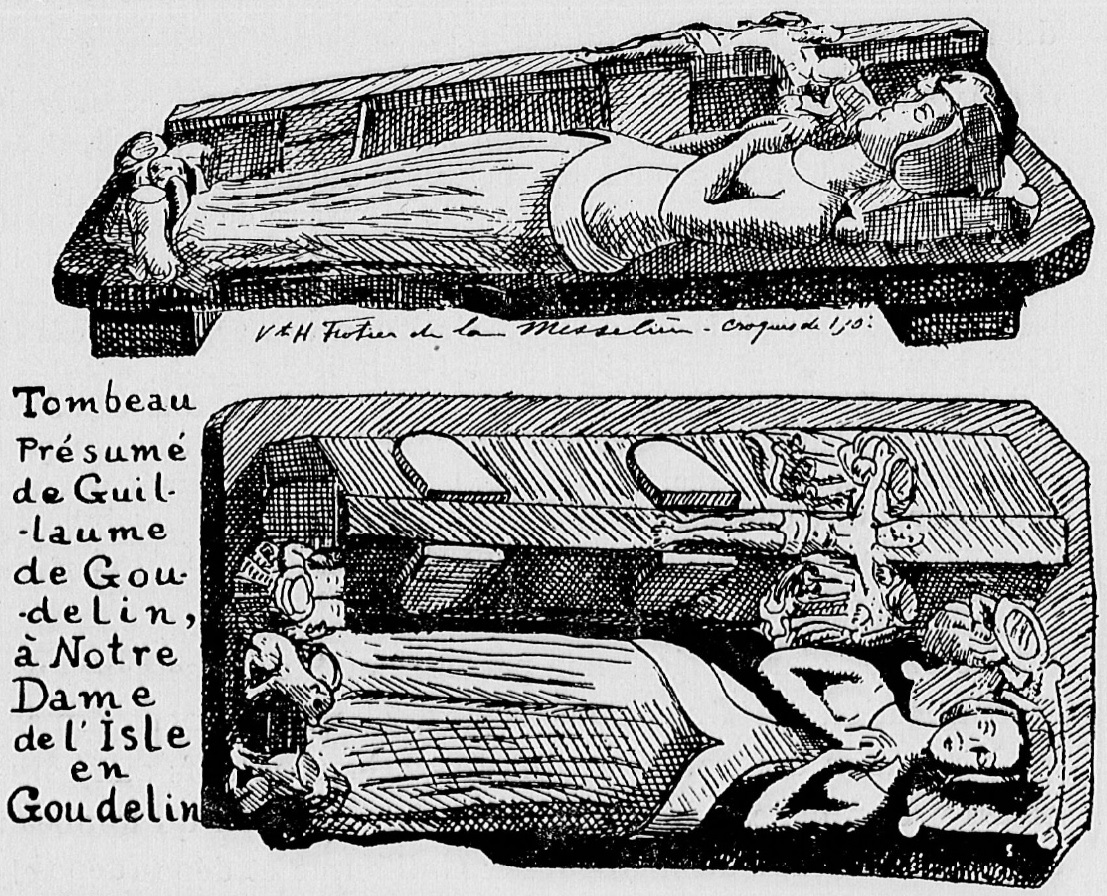
Dessins représentant le Gisant de Guillaume de Goudelin et Marie de Portztrévenon (publiés en 1926).

Ce gisant en granit de Guillaume de Goudelin (décapité en 1420 pour avoir participé à la conspiration des Penthièvre contre le duc de Bretagne Jean V), vicomte de Pléhédel, et de sa femme Marie, dame de Portztrévenon (connue sous le nom de Marie de Goudelin), est trouvé après la Révolution sous un confessionnal de l'église Saint-Pierre.
Au début du XXe siècle le gisant est à l'abandon : « Cette tombe, qui devait autrefois occuper  dans l'ancienne église de Goudelin le milieu du chœur, est aujourd'hui réléguée dans un coin du cimetière sous l'égout du toit de l'église, jonchée  de débris d'ardoises et de lattes lancées du haut de la toiture par les couvreurs. Il faut pour parvenir jusqu'au monument franchir des tas d'immondices infects. On ne peut comprendre une telle incurie de la part du recteur et de la municipalité de Goudelin. Rien ne serait plus simple que d'assurer la conservation de cette tombe, en la transportant dans l'église de Notre-Dame-de-l'Isle, très voisine du bourg » écrit en 1905 le Journal des débats politiques et littéraires.
Cette suggestion fut suivie d'effet puisque le gisant se trouve désormais dans la chapelle Notre-Dame-de-l'Isle.